# تسلسل الحمض النووي

مقطع من كروموسوم يبين طريقة تعيين آلي لمسلسلة من الرنا.

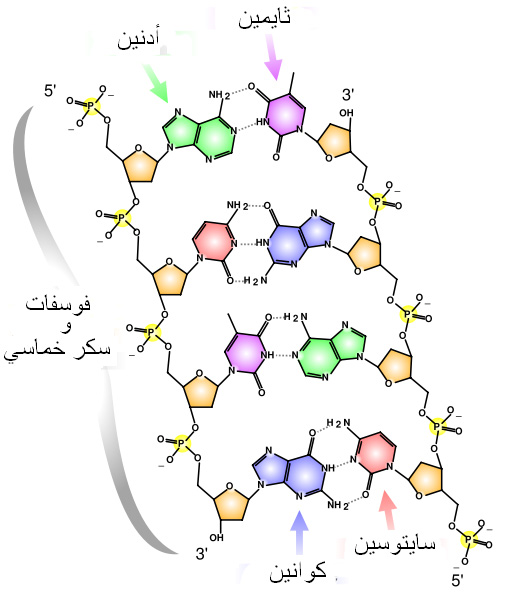
صورة تبين التركيب الكيميائي للدنا. طرفي الجزيء مبينة على الرسم. والقواعد النيتروجينية ممثلة بالحروف GACT (أنظر أسفله)

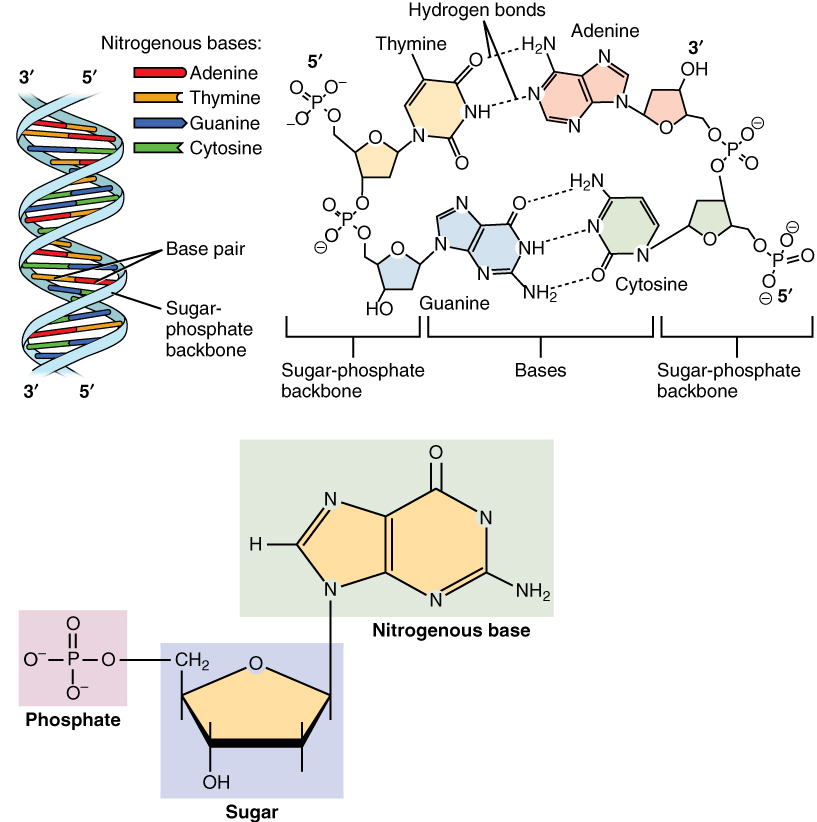
أنقر الصورة لترى الأرقام على جزء الدنا.

مسلسلة دنا أو سلسلة حمض نووي nucleic acid sequence
هي تتابع نوكليوتيدات في الدنا (باستخدام الرموز GACT) أو تتابع النوكليوتيدات في الرنا مع استخدام الرموز (GACU) للجزيئات. طبقا للمتعارف عليه تعرض المسلسلات عادة من الطرف 5' إلى الطرف 3' (تتابع السلسلة). بالنسبة للـ دنا يدرس تتابعها طوليا، حيث أن ترابط جزيئات الحمض النووي تكون خطية وغير متفرعة (فهي عبارة عن بوليمر) تصف تتابع الجزيئات لوصف شكل وتكوين الجزيئء المترابط الطويل. لهذا تسمى أيضا مسلسلة الحمض النووي.
تتابع الأحماض النووية الريبوزية في الدنا تشكل أعدادا كبيرة من الجينات التي تحمل معلومات وراثية ووظائفية، حيث توجه وظائف الكائنات الحية.

## مكونات للدنا والرنا
يتكون الدنا والرنا أساسا من قواعد نيتروجينية لها أسماء كالتالي:
- الدنا: أدنين A, غوانين G, ثايمين T, يوراسيل U , سيتوسين C.
- رنا أو (حمض نووي ريبوزي) فتوجد الأربعة قواعد أدنين، غوانين، ثايمين وسيتوسين، أما بالنسبة للرنا فهو يتكون من أعداد من الأدنين، والغوانين، ويوراسيل وسيتوسين.

## تركيب الدنا

نموذج لمقطع من الدنا على شكل حلزون مزدوج في فضاء ثلاثي الأبعاد.

كيميائياً؛ يتكون الدي أن إيه من سلسلتين من الجزيئات مرتبطتين ببعضهما البعض وتشكل اللولب المزدوج. وهذه السلسلتان تمثلان ضلعي «سلم»، وحداته البنائية تسمى النيوكليوتيدات. وتتكون السلسلتان من سكر خماسي الكربون ريبوزي منقوص الأكسجين ومجموعة فوسفات. وتربط القواعد النتروجينية - وهي تمثل درجات السلم - بين السلسلتين؛ وهذه القواعد النتروجينة هي: غوانين (G) وأدينين (A) وثيمين (T) وسيتوزين (C). وكل قاعدتين تشكل درجة من درجات «السلم» تربط الضلعين ببعضهما البعض. وكل اثنين من تلك النيوكليوتيدات (القواعد النتروجينية) ترتبط مع بعضها البعض برابطة تساهمية، ويتم الارتباط بين جزيئات السكر والفوسفات بشكل متتابع لتكوين ما يعرف بهيكل سكر الفوسفات (الضلعين). وبناء على قواعد الارتباط، فإن كل سلسلة دي أن إيه تحتوي على قواعد نيتروجينية ترتبط ببعضها (الأدنين مع الثيامين والجوانين مع السايتوسين) برابطة هيدروجينية مكونة بذلك الروابط العرضية التركيب اللولبي المزدوج (السلم).

## تركيب الرنا

القواعد النيتروجينية (C, G, A و U) ترتبط وتتراص على ضله (يسار) ينكون من سكر (رمادي) وفوسفات (بنفسجي) مشكلة سلسلة RNA.

على عكس الدنا فإن الحمض النووي الريبوزي (رنا) يوجد كشريط أحادي (single strand)، تتراص القواعد النيتروجينية علية، على ضلع واحد (فليس له تركيب لولبي مزدوج) (أنظر الشكل).

## اقرأ أيضا
- نوكليوتيد
- نيوكليوتيد مكمل
- قاعدة نيتروجينية
- الحمض النووي
- ثلاثي فوسفات الأدينوسين
- كروموسوم
- جين
- التركيب اللولبي المزدوج